# 長瀞藩
長瀞藩（ながとろはん）は、江戸時代後期以降、出羽国村山郡長瀞村（現在の山形県東根市大字長瀞）を居所とした藩。1796年に譜代大名の米津氏が1万1000石で入封。戊辰戦争後の1869年、飛び地領の上総国大網に藩庁を移して大網藩となった。

## 歴史

### 前史
米津氏は徳川譜代家臣で、幕初には初代江戸北町奉行・米津田政を出した。田政の子・米津田盛が大坂定番に任じられた際に加増を受けて大名に列し、その子の米津政武は武蔵国久喜を居所として久喜藩主となった。
長瀞は山形藩最上家の改易後に幕府領となる。寛文11年（1671年）、中世の長瀞城跡に長瀞陣屋が置かれた。享保7年（1722年）には長瀞騒動（長瀞質地騒動）の舞台となっている。天明2年（1782年）、長瀞陣屋は尾花沢陣屋の出張陣屋となった。

### 長瀞藩の成立
寛政10年（1798年）7月6日、武蔵国久喜藩主・米津通政の所領のうち、武蔵国内の6400余石が出羽国村山郡内に移された。通政は長瀞を居所とし、長瀞藩が成立した。藩領1万1000石は、出羽国のほか武蔵国・上総国・下総国・常陸国に分散して存在していた。長瀞藩は定府の大名で、歴代藩主は江戸で暮らしており、長瀞へは代官を派遣して領地管理にあたらせていた。
寛政11年（1799年）、通政は家督を長男の米津政懿に譲る。政懿は大坂定番などを務めた。天保4年（1833年）の夏、長瀞村は大凶作となり（天保の大飢饉）、困窮者5家族が「暮方難儀」という理由で下総領に移住したという記録が残る。

### 幕末の長瀞藩
政懿は嘉永6年（1853年）に死去し、養嗣子の米津政易（庄内藩主・酒井忠器の十男）が継いだ。政易は殖産興業に努めたが、病弱であったために弟の米津政明（忠器の十一男）を養嗣子に迎え、万延元年（1860年）に家督を譲った。政明は農兵を組織するなどの改革に努めたが、慶応元年（1865年）、子の米津政敏に家督を譲り隠居した。
慶応2年（1866年）7月、東根一帯では兵蔵騒動（村山世直し騒動）と呼ばれる事件が発生する。

### 長瀞藩の戊辰戦争
戊辰戦争の中で長瀞は戦場となる。長瀞藩は庄内藩と近く、米津政敏と庄内藩主酒井忠篤はいとこの関係にあたる。当時政敏は江戸にいたが、隠居の政明は長瀞で暮らしていた。
慶応4年/明治元年（1868年）2月、江戸幕府は寒河江・柴橋の幕府領を庄内藩に預かり地として与えていたが、明治新政府は1月に幕府領の接収を宣言しており、寒河江・柴橋で前年収納された年貢米の帰属が問題となった。新政府（奥羽鎮撫総督府）軍は天童に進出した。天童藩中老の吉田守隆（大八）は、長瀞藩の陣屋代官の根本策馬を仲介として庄内藩との和平工作を行っていたが、4月24日に新政府の軍勢が庄内藩の関所を襲撃した（清川口の戦い）。これを撃退した庄内藩軍は反撃に転じ、閏4月4日に新政府側についた天童藩を攻撃して天童城を陥落させた（天童の戦い）。その帰路、酒井兵部率いる庄内藩軍は、長瀞陣屋に宿陣している。閏4月7日、天童藩は報復のため、長瀞陣屋を襲撃した。政明らは庄内領に退避しており、門番がただ一人残るのみであったという。吉田大八らの天童藩軍は長瀞陣屋を焼き払った。この際、住民は米蔵の米は村民の共有物であると吉田に嘆願した結果、陣屋の米蔵は放火を免れたという。
江戸にいた藩主の政敏は、新政府への協力を約束したため、出羽の所領の人々の庄内藩寄りの姿勢は不問とされた。ただし、関東の飛び地領にも旧幕府脱走兵が入り込み金品や食糧を要求するなど、藩政は混乱状態に陥った。

### 関東への移転

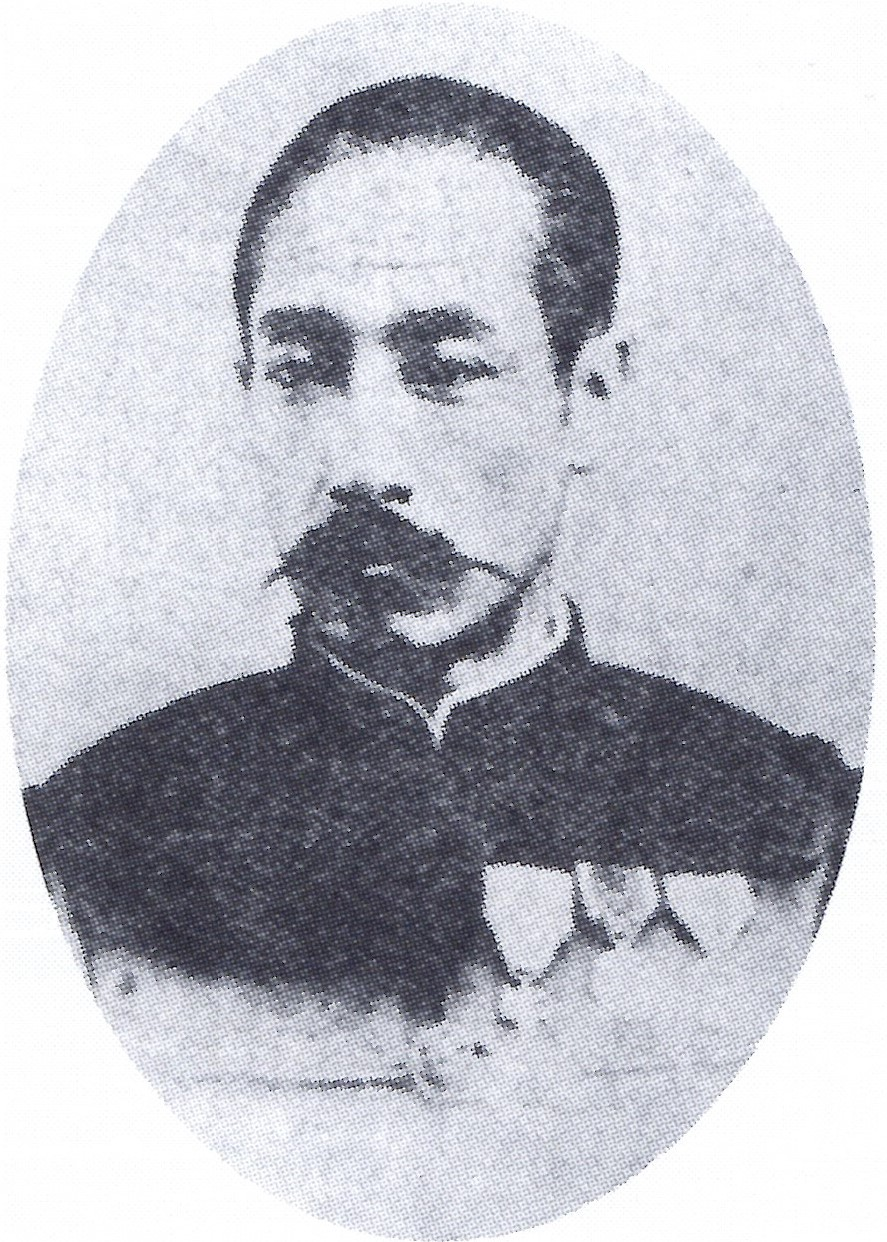
米津政敏

明治2年（1869年）春、長瀞藩士は東京を引き払い、飛び地領の一つであった山辺郡大網村（現在の千葉県大網白里市大網）に「一藩残らず」移転した。6月に版籍奉還を経て知藩事に任命された政敏は、8月に太政官の事務局である弁官に、政敏が大網に「暫時」移住し、長瀞へは執政の者を派遣することの願いを出して許可された。次いで10月22日付で藩の本拠を大網に移転して「大網藩知事」とするよう願いを出し、11月2日付で許可された。これにより大網藩が立藩する。
明治3年（1870年）10月8日の太政官達により羽前国内の大網藩管轄地（4486石余）は山形県の管轄に移すことが指示され、10月29日に引き渡しが行われたが、代地については後日沙汰するとされた。大網藩は12月8日付の弁官宛て願書において、藩の財政が困難である状況を訴え、至急代地を与えられるよう嘆願している。
なおその後、明治4年（1871年）2月に政敏は常陸国河内郡龍ヶ崎村（現在の茨城県龍ケ崎市）に藩庁を移し、同年7月に米津家は廃藩置県を迎えている。

## 歴代藩主
米津家
1万1000石 譜代
| 代 | 氏名                   | 官位            | 在職期間                            | 享年 | 備考                                 |
| -- | ---------------------- | --------------- | ----------------------------------- | ---- | ------------------------------------ |
| 1  | 通政 よねきつ みちまさ | 従五位下 出羽守 | 寛政10年 - 寛政11年 1798年 - 1799年 | 70   | 武蔵久喜藩4代藩主・米津政崇の長男。  |
| 2  | 政懿 よねきつ まさよし | 従五位下 越中守 | 寛政11年 - 嘉永6年 1799年 - 1853年  | 66   |                                      |
| 3  | 政易 よねきつ まさやす | 従五位下 相模守 | 嘉永6年 - 万延元年 1853年 - 1860年  | 45   | 出羽庄内藩10代藩主・酒井忠器の十男。 |
| 4  | 政明 よねきつ まさあき | 従五位下 伊勢守 | 万延元年 - 慶応元年 1860年 - 1865年 | 70   | 前藩主・政易の弟。                   |
| 5  | 政敏 よねきつ まさとし | 従五位下 伊勢守 | 慶応元年 - 明治2年 1865年 - 1869年  | 45   |                                      |

## 幕末の領地
- 出羽国（羽前国）
  - 村山郡のうち - 4村（大網藩への移封時に第1次酒田県に編入）
- 下総国
  - 豊田郡のうち - 4村（大網藩、龍ヶ崎藩を経て常陸知県事に編入）
  - 千葉郡のうち - 1村（大網藩、龍ヶ崎藩を経て下総知県事に編入）
  - 埴生郡のうち - 1村（同上）
- 上総国
  - 長柄郡のうち - 2村（大網藩、龍ヶ崎藩を経て安房上総知県事に編入）
  - 山辺郡のうち - 3村（同上）
  - 武射郡のうち - 3村（同上）